# Diego Silang

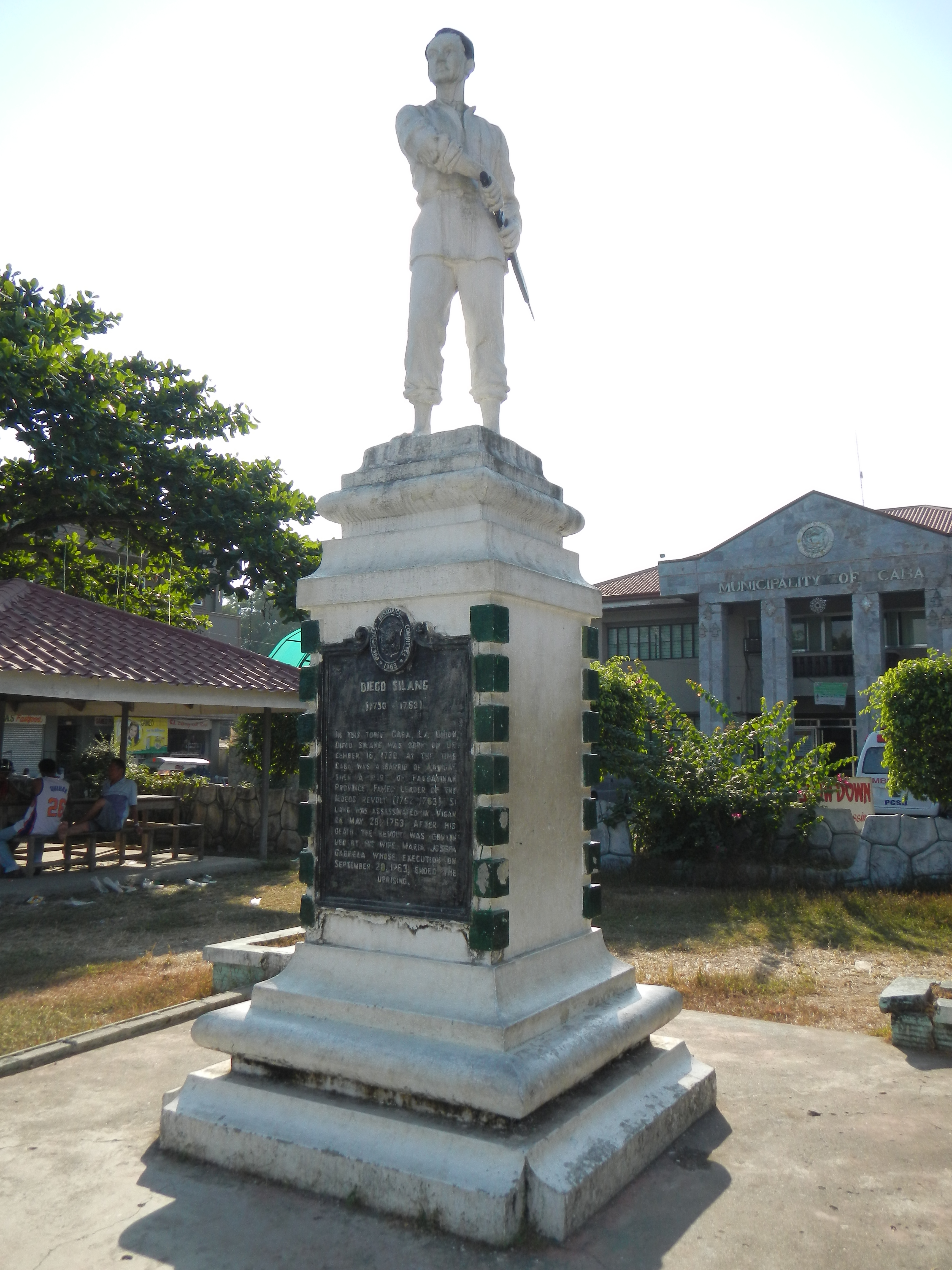
Memorial en Caba.

Diego Silang y Andaya (Caba, Filipinas españolas. 16 de diciembre de 1730; Bantay, Filipinas españolas 28 de mayo de 1763) fue un revolucionario filipino que aprovechando la ocupación británica de Manila capitanea, junto con su esposa Gabriela Silang, a los ilocanos en su levantamiento contra su alcalde mayor (Alcaldía Mayor de Ilocos). 

## Biografía
Nacido en Caba de madre Ilocana y  padre pangasinense. En su juventud trabaja de  mensajero para un sacerdote católico en Vigan. Brillante, apasionado, hablaba español con fluidez transportando  la correspondencia de los Ilocos a Manila. Experiencia determinante de su postura contraria al sistema colonial español, al que pretendió sustituir por el británico.

## Levantamiento de Ilocos
Silán se apropia del título de cabo mayor prestando juramento de fidelidad al rey Jorge III del Reino Unido siendo recompensado con los cargos de sargento mayor y alcalde mayor.
El alcalde de Pangasinan  había sublevado su provincia días antes del alzamiento de Guagua protagonizado por los residentes chinos. En Ilocos sucede lo mismo. El entonces Gobernador General de las Islas Filipinas Simón de Anda y Salazar, no contando con suficientes fuerzas adiestradas, ofreció a los pangasinanes, si se aquietaban, su único hijo en prenda, y no pudiendo ofrecer garantía igual a los ilocanos, expidió un decreto previniendo al cabecilla Diego Silang, amenazándolo con enviar sus tropas contra él si no se sometía.

## Enfrentamiento
Anda forma una división  de treinta españoles con armas de fuego, y cuatrocientos indios flecheros y la pone al mando de Fernando Araya, quien parte al encuentro con Silán, derrotándo y dispersando a los sublevados a orillas del río de Bayamban.
Silán fue asesinado cuando los leales ilocanos del norte entran en la Ciudad Fernandina de Vigan al mando de Manuel Ignacio de Arza quien restablece la autoridad sin encontrar apenas resistencia.

"...La llegada de esta noticia a Ilocos, los excesos del cabecilla de allí, Silang; y el disgusto general de ver a los religiosos españoles presos y amenazados de muerte en Bantay, pueblecito a tiro de bala de la cabecera Vigan, unido a otros motivos, dieron lugar a que el altamente fiel mestizo don Miguel Vicos, impaciente de ver que no llegaban los socorros que se esperaban de gente del sur de la provincia, pidió con entusiasmo y fuerte empeño permiso a los religiosos encarcelados para matar al opresor Silang. Obtúvole don Miguel, y poco después, presentándose sereno en el campo del cabecilla dicho, le mató de un trabucazo. Asustados los partidarios de Silang, huyeron sin ofender a Vicos, y dispersos no se reunieron mas, por lo que los padres viendo todo en paz, salieron para sus curatos..."
Govantes, página 9.

## Reconocimiento
Considerado en la historiografía como  líder revolucionario que conspiró con las fuerzas británicas para derrocar el dominio español en el norte de Filipinas y establecer una nación independiente Ilocana.
La BRP Diego Silang (PF-9) fue una fragata, clase Andrés Bonifacio, de la Armada de Filipinas, junto con sus tres barcos gemelos eran los mayores buques de la misma. Prestó sus servicios de 1976 a 1990.